# Чеканци
Чеканци е село в Североизточна България. То се намира в община Антоново, област Търговище.

## География
Село Чеканци се намира в планински район.

## Личности
Родени
- Йордан Панайотов Георгиев – български граничар, загинал в престрелка с бандитска група на 29.07.1952 г. в местността „Юрушкото дере“, край село Горни Юруци.